# Nicocles argentatus
Nicocles argentatus là một loài ruồi trong họ Asilidae. Nicocles argentatus được Coquillett miêu tả năm 1893. Loài này phân bố ở vùng Tân Bắc giới.